# Gangotri-Gruppe
Die Gangotri-Gruppe (Hindi गंगोत्री समूह) bildet den westlichen Teil des Garhwal-Himalaya im nordindischen Bundesstaat Uttarakhand. 
Die Gebirgsgruppe umrahmt den Gangotrigletscher und dessen Tributärgletscher. Sie wird von den Flusstälern der Bhagirathi und deren Zuflüssen Jahd Ganga und Mana Gad im Westen und Norden begrenzt. Im Osten trennt das Flusstal des Saraswati die Gangotri-Gruppe von der weiter östlich gelegenen Kamet-Gruppe. Der 5545 m hoch gelegene Mana-Pass bildet den Übergang zwischen den beiden Gebirgen. Im Südosten der Gangotri-Gruppe entspringt die Alaknanda, die vom Satopanthgletscher und dem Gletscher Bhagirath Kharak gespeist wird.
Die Gangotri-Gruppe besteht aus mehreren Bergen, die entweder für ihre religiöse Bedeutung für die Hindus oder für ihre schwierige Besteigung oder beides bekannt sind. Die Besteigung von drei Gipfeln (Thalay Sagar, Shivling und Meru) wurde mit der Auszeichnung des Piolet d’Or geehrt.
Zu den bekanntesten Gipfeln gehören:
- Chaukhamba (I–IV), ein Bergmassiv, das vier Gipfel besitzt. Der Chaukhamba I (7138 m) ist der höchste Gipfel in der Gruppe.
- Kedarnath (6940 m), ist der höchste Gipfel auf der Südwestseite des Gletschers.
- Thalay Sagar (6904 m), eine Felsnadel und wahrscheinlich der schwierigste Gipfel in der gesamten Gruppe.
- Shivling (6543 m), ein weiterer steil aufragender Berg mit zwei Gipfeln und der beeindruckendste Anblick, wenn man die Gruppe von der Pilgerstätte Gaumukh am Fuß des Gletschers betrachtet. Er gilt als ein Symbol der Göttin Shiva und ist der von den Hindus am meisten verehrte Gipfel der Gruppe.
- Meru (6660 m). Zwischen dem Thalay Sagar und dem Shivling gelegen, bietet er einige der anspruchsvollsten Routen zur Besteigung und wurde erst 2011 das erste Mal bestiegen.
- Bhagirathi (I: 6856 m; II: 6512 m; III: 6454 m), erhebt sich mit mäßig schwierigen Routen auf der Rückseite, aber gewaltigen Überhängen auf der dem Gletscher zugewandten Seite. Besonders der Bhagirathi III wird als das Extremste angesehen, was es im Felsklettern im Himalaya gibt.

Weitere nennenswerte Berge sind:
- Balakun (6471 m)
- Bhrigupanth (6772 m)
- Chandra Parbat (6728 m)
- Gangotri I (6471 m)
- Indradhanush Parbat (6739 m)
- Janhukut (6805 m)
- Mana Parbat (6796 m)
- Nilkantha (6596 m)
- Satopanth (7075 m)
- Sri Kailas (6932 m)
- Vasuki Parbat (6792 m)